# Revolta Panthay
La Revolta Panthay (1856-1873), coneguda en xinès com Rebel·lió Du Wenxiu (en xinès simplificat: 杜文秀起义, tradicional: 杜文秀起義, en pinyin: Dù Wénxiù qǐyì) fou un moviment separatista dels hui i altres minories ètniques no musulmanes contra la dinastia Qing a la província de Yunnan al sud-oest de la Xina, com a part d'una onada malestar multiètnic encapçalat pels hui. El nom "Panthay" deriva d'una paraula birmana, que es diu que és equivalent a la paraula xan Pang hse que era el nom pel qual els birmans anomenaven als musulmans xinesos que venien amb caravanes a Birmània des de la província xinesa de Yunnan. El nom no es feia servir o no es coneixia al Yunnan mateix.

## Causes
La discriminació amb què l'administració imperial tractava als hui era la causa de les seves rebel·lions. Alguns suggereixen que la rebel·lió Panthay es va originar només com a conflicte entre miners han i hui el 1853, però les tensions Han-Hui existien ja des de feia dècades, i s'havien produït fets com una massacre de tres dies de huis per oficials han de la dinastia Qing el 1845. Huis i hans eren considerats i classificats pels Qing com dos grups ètnics diferents, i "hui" no era una classificació exclusivament religiosa.
L'"Encyclopædia of religion and ethics", volum 8, explica que la revolta Panthay dels musulmans es va desencadenar per l'antagonisme racial i la lluita de classes, més que la idea generalitzada, però equivocada, que fou a causa de l'islam i de la religió.
El 1856 els oficials manxús dels Qing van rebre l'encàrrec de suprimir la rebel·lió a la capital provincial, Kunming i van organitzar una massacre de musulmans, cosa que va portar a una revolta multiètnica més àmplia a tota la província Al Yunnan occidental conegut com a Dali o Tali per la seva ciutat central, es va arribar a fundar un regne independent dirigit per un home anomenat Du Wenxiu (杜文秀 pinyin: Dù Wénxiù) (1823–1872), un hui nascut a Yongchang.

## Ideologia dels rebels
La rebel·lió no fou de naturalesa religiosa atès que als musulmans es van unir els no musulmans, xans, kakhyen i altres tribus muntanyeses. Un oficial britànic testifica que els musulmans no es rebel·laven per raons religioses, i que els xinesos eren tolerants amb les altres religions i era improbable que haguessin provocat la rebel·lió interferint amb l'islam. A més a més, musulmans lleials ajudaren a les forces Qing a aixafar els rebels musulmans.
Du Wenxiu no va dirigir la seva rebel·lió contra els han, sinó contra la dinastia Qing; volia destruir el govern Manxú. Durant la rebel·lió hui, gent de províncies que no eren rebels, com Sichuan i Zhejiang, van servir com negociadors entre els rebels hui i el govern Qing. Un dels lemes de Du Wenxiu deia "Privar als manxús Qing del seu dret a governar (革命滿清), i demanava als hans d'ajudar els huis a enderrocar el règim manxú i expulsar-los de China. Les forces de Du no musulmanes incloient xinesos Han, Li, Bai, i Hanis. Du Wenxiu també cridava a la unió entre musulmans hui i xinesos han. Se'l cita dient: "el nostre exèrcit té tres tasques: expulsar el manxús, unir-se als xinesos i expulsar els traïdors.".
Du Wenxiu no culpava als hans de les massacres d'huis, sinó que culpava de les tensions el règim manxú, dient que eren estrangers a la Xina i que separaven als xinesos de les minories.
Du Wenxiu també demanava l'expulsió completa dels manxús de tota la Xina perquè aquesta quedés altre cop unificada sota un sol règim.
La guerra fou total contra els manxús. Du Wenxiu es va negar a rendir-se, a diferència de l'altre comandant rebel musulmà, Ma Rulong. Això tenia a veure en què hi havia dues sectes dins la rebel·lió, una conservadora i una renovadora. Els musulmans de Ma Rulong eren del grup anomenat Gedimu (antics), sunnites hanafites conservadors, i es van passar als Qing, mentre que els musulmans de la secta Jahriyya sufita, reformadors, van seguir la lluita. Alguns dels rebels Jahriyya en la rebel·lió Panthay, com Ma Shenglin, van estar relacionats amb la Revolta Dungan (1862-1877) del líder Ma Hualong també de la secta Jahriyya.
Du Wenxiu portava roba xinesa, i va ordenar l'ús de la llengua àrab a la seva cort. Du també va prohibir menjar carn de porc. Ma Rulong també va prohibir el porc a les àrees sota el seu control després que es va rendir i es va unir a les forces imperials.

### Eslògans de la revolució de Du Wenxiu
- Pau amb els xinesos Han, fora la cort Qing (安汉反清)
- Per la unió dels hui i els han com un sol poble (連回、漢為一體、)
- Aixequem la bandera de la rebel·lió (豎立義旗)
- Expulsem als bàrbars manxús (驅逐韃虜) per fer renéixer Xina (>恢復中華、)
- Tallem la corrupció(剪除貪污、)
- Salvem al poble de l'aigua i el foc (出民水火).[19][20]

## Curs de la guerra
La rebel·lió va començar com a revoltes locals que es van estendre a virtualment totes les regions de la província. Els rebels del Yunnan occidental sota la direcció de Du Wenxiu van guanyar el control de Dali o Tali el 1856 (i el van conservar fins al final de la guerra el 1872) i va esdevenir el centre militar i polític essencial d'oposició al govern Qing. Exerciren la seva fúria primer contra els mandarins locals i acabaren desafiant el govern central de Beijing.
El Govern Imperial estava afectat per una profusió de problemes que s'escampaven per diverses parts de l'imperi; un d'ells era la rebel·lió dels Taiping. Era un temps en què la Xina patia encara dels efectes provocats per la primera sèrie de tractats desiguals, com el Tractat de Nanjing. Aquestes circumstàncies afavorien l'ascendent dels musulmans a Yunnan.

### El Regne Pacífic del Sud
La rebel·lió va reeixir en capturar la ciutat de Dali o Tali, que va esdevenir la base per les operacions dels rebels, i es declararen una entitat política separada de la Xina. Els rebels identificaven la seva nació com Pingnan Guo (El Regne Pacífic del Sud); el seu líder va agafar el nom de Sulayman ibn 'Abd ar-Rahman, conegut en xinès com Du Wenxiu [originalment Yang Xiu]) i fou era aclamat Qa'id Jami al-Muslimin (líder de la comunitat dels musulmans), però és normalment esmentat a les fonts estrangeres com soldà; va governar del 1856 al 26 de desembre de 1872 i fou mort pels imperials el gener del 1873.
El govern va crear divisions administratives centrades en les principals ciutats com Momein (Tengyue), que estava a pocs quilòmetres de la ciutat de Bhamo a Birmània. El sultanat va arribar al cim del seu poder el 1860. Durant vuit anys, de 1860 fins a 1868, el sultanat va estar en auge. Els rebels musulmans de Yunnan van capturar o destruït quaranta ciutats i cent pobles.
Les diverses forces de rebels assetjaren la ciutat de Yunnan-Fu (moderna Kunming, la capital provincial) diverses vegades: el 1857, 1861, 1863, i 1868. Ma Rulong, un líder de rebels hui del sud de Yunnan, va assetjar la ciutat el 1862, però es va passar a les forces del govern central després que se li oferís un càrrec militar. La seva decisió de deixar el setge no fou acceptada pels seus seguidors, que aprofitaren l'oportunitat de la seva absència per matar el General Governador (Pan Duo) i arrabassar control de la ciutat als Qing el 1863, amb la intenció de lliurar-la a Du Wenxiu. Tanmateix, abans que les forces d'aquest darrer poguessin arribar, Ma Rulong - amb l'ajuda d'un oficial militar dels Qing, Cen Yuying - va marxar altra vegada a Kunming i va recuperar el control de la capital provincial.

### Decadència
El poder del sultanat va declinar després de 1868. El govern imperial xinès havia reeixit a enfortir-se. Per el 1871 va iniciar una campanya per l'anihilació dels hui musulmans rebels del Yunnan. Gradualment el Govern Imperial havia estret el cordó al voltant del sultanat i aquest va esdevenir inestable tan aviat com els imperials van començar a atacar amb resolució. Ciutat rere ciutat va caure en poder dels imperials pels atacs ben organitzats d'aquests. Dali mateix fou assetjada pels imperials. El soldà Sulayman es va trobar engabiat dins les muralles de la seva capital. Va buscar desesperadament ajuda exterior i va demanar auxili militar als britànics, ja que s'adonava que només la intervenció militar britànica podria salvar el seu sultanat.
El soldà tenia raons per demanar ajut als britànics. Les autoritats britàniques a l'Índia Britànica i Birmània havien enviat una missió dirigida pel major Sladen a Momien des de maig fins al juliol de 1868. La missió Sladen s'havien quedat set setmanes a Momien i es va entrevistar amb oficials de rebels. El propòsit principal de la missió era de reactivar la ruta anomenada Ambassador entre Bhamo i Yunnan i recuperar el comerç de frontera, que havia cessat gairebé des de 1855 principalment a causa de la rebel·lió dels musulmans del Yunnan.
Aprofitant les relacions amistoses que resultaren de la visita de Sladen, Sultan Sulayman, en la seva lluita per la supervivència del sultanat Pingnan Guo, es va dirigir a l'Imperi Britànic pel reconeixement formal i per demanar ajuda militar. El 1872 va enviar el seu fill el príncep Hassan, a Anglaterra, via Birmània, amb una carta privada per la reina Victòria, en la qual demanava ajuda militar britànica. A la missió de Hassan se li va concedir hospitalitat i una rebuda cortès tant a Birmània com a Anglaterra. Tanmateix, els britànics educadament, però fermament, rebutjaren intervenir militarment al Yunnan contra el govern de Pakín. En tot cas la missió va arribar massa tard. Mentre que Hassan i el seu seguici eren a Anglaterra, Dali fou capturada per les tropes imperials el gener de 1873.
El Govern Imperial havia fet una guerra completa contra el sultanat amb l'ajut de l'artilleria portada per experts francesos. El seu equip modern, el personal entrenat i la superioritat numèrica no tenien enemic en els mal equipats rebels que a més no tenien aliats. Així, en menys de dues dècades de la seva pujada, el poder dels panthays a Yunnan es va enfonsar. No veient cap manera d'escapar ni cap pietat del seu enemic implacable, Sultan Sulayman va intentar suïcidar-se abans de la caiguda de Dali. Però, abans que l'opi que va beure fes efecte del tot, fou decapitat pels imperials. El cap del soldà fou conservat en mel i enviat a la cort imperial a Pequín com un trofeu i com un testimoni de la naturalesa decisiva de la victòria dels manxús sobre dels musulmans de Yunnan. Les tropes manxús començaren llavors una massacre de rebels, matant milers de civils, enviant orelles tallades junt amb el cap. el Seu cos és sepultat en Xiadui a fora de Dali.
Un dels generals musulmans, Ma Rulong, com s'ha dit, es va passar al bàndol Qing i va ajudar a les forces imperials a aixafar els seus antics amics els rebels musulmans, i a derrotar-los. sent anomenat "Mariscal Ma" pelr europeus; des de 1873 va adquirir gairebé control de tota la província de Yunnan. El seu nom en pinyin xinès modern és Ma Rulong, però en xinès tradicional és Ma Julung o Ma Ju-Lung.
Els anys 1860 Ma Rulong lluitava per aixafar el rebel al Yunnan central i occidental i posar l'àrea sota control Qing, mentre el seu besoncle Ma Shenglin defensava Donggou de l'exèrcit de Ma Rulong. Ma Shenglin era el cap religiós de la Jahriyya menhuan a Yunnan i un cap militar. Un morter el va matar en una batalla el 1871. Les restes de l'exèrcit del Pingnan Guo continuaren la seva resistència després de la caiguda de Dali. Però quan Momien fou assetjada i assaltat per les tropes imperials el maig de 1873, la seva resistència es va trencar completament. El governador local Ta-sa-kon fou capturat i executat per les forces imperials.

## Seqüeles

### Atrocitats
Encara que en gran part oblidada, la sagnant rebel·lió va provocar la mort de fins a un milió de persones al Yunnan. Molts partidaris a la causa musulmana foren perseguits pels manxús imperials. Massives matances de musulmans yunnanesos van seguir al final de la revolta. Molts fugiren amb les seves famílies a través de la frontera birmana i es van refugiar a l'estat Wa on, vers 1875, establiren la ciutat exclusivament hui de Panglong.
La minoria hui de la província, per un període de potser deu a quinze anys després de l'esfondrament de la rebel·lió Panthay, fou àmpliament discriminada pels Qing victoriosos, especialment als districtes de la frontera occidentals veíns de Birmània. Durant aquests anys els refugiats huis instal·lats a través de la frontera dins de Birmània gradualment s'establiren en les seves tasques tradicionals - com comerciants, caravaners, miners, restauradrs i (per als que triaven o es veien forçats a viure fora de la llei) com contrabandistes i mercenaris, i foren coneguts a Birmània com els Panthay.
Com a mínim 15 anys després de l'esfondrament de la revolta Panthay, els assentaments originals dels panthays a Birmània van acabar per incloure grups de xans i altres poblacions muntanyeses.

### Impacte positiu en el poder musulmà
La dinastia Qing no va massacrar als musulmans que es van rendir; de fet Ma Rulong, general musulmà, que es va rendir i es va unir a la campanya Qing contra els musulmans rebels, fou ascendit i va esdevenir l'oficial militar més poderós de la província. Els exèrcits Qing només massacraven als musulmans que s'havien rebel·lat, però respectaven als que no havien pres part a la revolta.

### Impacte a Birmània
La rebel·lió va tenir un impacte negatiu significatiu sobre la dinastia Konbaung birmana. Després de perdre la Baixa Birmània davant els britànics, van perdre també l'accés a gran territoris arrossers. No desitjant molestar a la Xina, el regne birmà va acceptar rebutjar el comerç amb els rebels de Pingnan Guo d'acord amb les demandes del govern de la Xina. Sense l'habilitat per importar arròs de la Xina, Birmània fou forçava a importar arròs dels britànics. A més a més, l'economia birmana havia depès fortament de les exportacions de cotó cap a la Xina, i de cop i volta havia perdut accés a l'enorme mercat xinès. Molts refugiats hui que van sobreviure, s'havien escapar a la frontera amb els països veïns, Birmània, Tailàndia i Laos, formant la base d'una població de huis xinesos minoritària en aquelles nacions.